# Relacions entre Finlàndia i Moçambic
Les relacions entre Finlàndia i Moçambic es refereix a la les relacions actuals i històriques entre Finlàndia i Moçambic. Finlàndia va reconèixer Moçambic el 4 de juliol de 1975. Els dos països van establir relacions diplomàtiques el 18 de juliol de 1975.
Moçambic està representat a Finlàndia a través de la seva ambaixada a Estocolm, Suècia. Finlàndia té una ambaixada a Maputo. El novembre de 2008 el president de Finlàndia Tarja Halonen va afirmar que les relacions del seu país amb Moçambic eren "excel·lents".

## Relacions
Des de 1987 Moçambic ha estat un dels principals països socis de Finlàndia en l'ajuda al desenvolupament, i Moçambic va rebre 23 milions d'euros el 2008. El 2009 la contribució d'ajuda de Finlàndia a Moçambic va augmentar a 26,6 milions d'euros. El 2008 l'ajuda al desenvolupament es va utilitzar en els sectors de l'agricultura, educació i salut. En octubre de 2008 el Ministre finlandès de Comerç Exterior i Desenvolupament Paavo Väyrynen va visitar Moçambic per discutir sobre desenvolupament i el comerç.
Gran part de l'ajuda de Finlàndia va ser dirigida cap al desenvolupament rural, específicament amb l'objectiu d'augmentar la productivitat agrícola i augmentar els ingressos dels agricultors.